# Juan Carlos Calvo
Juan Carlos Calvo (Montevideo, Uruguay, 26 de junio de 1906-12 de octubre de 1977) fue un futbolista uruguayo que jugaba como delantero.

## Selección nacional
Pese a no haber jugado ningún partido, fue campeón del mundo en 1930 con la selección uruguaya.

### Participaciones en Copas del Mundo
| Mundial                        | Sede    | Resultado | Partidos | Goles |
| ------------------------------ | ------- | --------- | -------- | ----- |
| Copa Mundial de Fútbol de 1930 | Uruguay | Campeón   | 0        | 0     |

## Clubes
| Club    | País    | Año       |
| ------- | ------- | --------- |
| Miramar | Uruguay | 1926-1937 |

## Palmarés

### Campeonatos nacionales
| Título           | Club    | País    | Año  |
| ---------------- | ------- | ------- | ---- |
| Divisional Extra | Miramar | Uruguay | 1937 |

### Copas internacionales
| Título                 | Selección | Sede    | Año  |
| ---------------------- | --------- | ------- | ---- |
| Copa Mundial de Fútbol | Uruguay   | Uruguay | 1930 |